# Base Wars
Cyber Stadium Series: Base Wars is een videospel voor het platform Nintendo Entertainment System. Het spel werd uitgebracht in 1991.

## Ontvangst
| Beoordeeld door         | Jaar | Score |
| ----------------------- | ---- | ----- |
| Nintendo Power Magazine | 1991 | 72%   |
| Nintendojo              | 1996 | 69%   |
| Entertainment Weekly    | 2008 | 67%   |
| HonestGamers            | 2003 | 60%   |
| The Video Game Critic   | 2005 | 50%   |